# Bukovka (rozhledna)
Bukovka je rozhledna na Předním Bukovém kopci v Hanušovické vrchovině (624 m n.m.), severně obce
Rapotín v okrese Šumperk v Olomouckém kraji.

## Historie a současnost
Do roku 2000 stávala v místě vyhlídka, na jejímž místě obec Rapotín plánovala od roku 2003 výstavbu rozhledny. Z technických důvodů (skalnaté podloží) byla nakonec zvolena dřevěna stavba umístěná na základové desce s ocelovým vnitřním schodištěm. Příhradová konstrukce je z lepených modřínových lamel, spodní část je obložena bloky gabionu. S výstavbou bylo započato na podzim roku 2015, ke slavnostnímu otevření došlo 26. listopadu 2016.

## Přístup
Rozhledna je volně přístupná. Vede k ní žlutá turistická značka od informačního střediska v Rapotíně (cca 3 km), popř. modrá TZ od železniční stanice Velké Losiny (4 km).

## Výhled
Z vyhlídkové plošiny ve výšce 18 m se nabízí výhled na Rapotín, údolí Desné, Šumperk, rozhlednu a vrch Háj, hřebeny Hrubého Jeseníku, Králický Sněžník a Rychlebské hory.